# Pratapgarh (distrikt i Rajasthan)
Pratapgarh är ett distrikt i den indiska delstaten Rajasthan. Den administrativa huvudorten är staden Pratapgarh. Distriktets befolkning uppgick till 706 707 invånare vid folkräkningen 2001, på en yta av 4 118 km².
Distriktet bildades den 26 januari 2008 av delar från distrikten Banswara, Chittorgarh och Udaipur. 